# Tableau synoptique des principales cultures préhistoriques de l'Ancien Monde
| Principales cultures préhistoriques de l'Ancien Monde |                                                                                           |                                                                                    |                                         |                                                                     |                                                |                                                         |                                                                 |
| Période                                               | Europe de l'Ouest                                                                         | Europe centrale et de l'Est                                                        | Afrique du Nord, de l'Ouest et Sahara   | Afrique centrale, australe et de l'Est                              | Moyen-Orient                                   | Asie centrale et du Sud                                 | Extrême-Orient                                                  |
| 0                                                     | Âge du fer Culture de La Tène (-450 à -25) Culture de Hallstatt (800 à 450)               | Âge du fer Culture de Wielbark Culture de Tcherniakhov                             | Âge du fer                              | Expansion bantoue                                                   | Âge du fer Empire perse                        | Âge du fer Scythes des steppes Âge du fer en Inde       | Âge du fer chinois Culture Dong Son                             |
| 1 000 av. J.-C.                                       | Âge du bronze Culture de Hallstatt (1 200 à 800) Culture protovillanovienne (1 200 à 900) | Âge du bronze Civilisation mycénienne Culture des champs d'urnes Culture d'Unétice | Âge du cuivre au Niger                  | Expansion bantoue                                                   | Âge du bronze Hittites Assyriens               | Âge du bronze Culture d'Andronovo Villes en Bactriane   | Âge du bronze chinois                                           |
| 2 000 av. J.-C.                                       | Âge du cuivre Culture campaniforme                                                        | Âge du bronze égéen Culture de la céramique cordée (domestication du cheval)       | Néolithique de Tichitt                  |                                                                     | Âge du bronze Empire d'Akkad Sumer             | Âge du bronze Civilisation de l'Indus                   | Néolithique en Chine                                            |
| 3 000 av. J.-C.                                       | Néolithique moyen Chasséen (villages à enceintes)                                         | Âge du cuivre d'Europe centrale Culture Yamna                                      | Âge du cuivre Période thinite en Égypte |                                                                     | Écriture (3,3 ka) Âge du cuivre                | Culture de Botaï                                        | Néolithique en Chine                                            |
| 4 000 av. J.-C.                                       | Néolithique ancien Culture rubanée Premiers mégalithes (4,5 ka)                           | Néolithique danubien Culture de Samara                                             | Néolithique méditerranéen               |                                                                     | Âge du cuivre                                  | Néolithique d'Iran                                      | Néolithique en Chine (culture du millet au nord, du riz au sud) |
| 5 000 av. J.-C.                                       | Culture de la céramique cardiale (agriculture, élevage, poterie)                          | Culture rubanée (agriculture, élevage) Culture de Vinča Culture de Starčevo        | Néolithique saharo-soudanais            |                                                                     | Néolithique (agriculture irriguée)             | Néolithique de l'Indus                                  | Néolithique en Chine (culture du millet, élevage du porc)       |
| 6 000 av. J.-C.                                       | Mésolithique Tardenoisien (collecte de légumineuses)                                      | Néolithique en Grèce (6,4 ka) Mésolithique                                         | Mésolithique Capsien                    |                                                                     | Néolithique à céramique (élevage d'ovicaprins) | Précéramiques d'Iran, d'Afghanistan et du Baloutchistan | Mésolithique en Chine                                           |
| 7 000 av. J.-C.                                       | Mésolithique Sauveterrien                                                                 | Mésolithique Culture de Komornica                                                  | Mésolithique Capsien                    | Wiltonien                                                           | Néolithique précéramique B (blé, orge)         | Mésolithique                                            | Mésolithique en Chine                                           |
| 8 000 av. J.-C.                                       | Mésolithique                                                                              | Mésolithique Ahrensbourgien                                                        | Mésolithique Capsien                    |                                                                     | Néolithique précéramique A Khiamien            | Mésolithique                                            | Mésolithique en Chine                                           |
| 10 000 av. J.-C. ou 12 000 AP                         | Azilien                                                                                   | Swidérien Épigravettien Culture Federmesser                                        | Ibéromaurusien                          | Magosien                                                            | Natoufien                                      | Khandivili                                              |                                                                 |
| 14 000 AP                                             | Magdalénien (17 ka)                                                                       | Épigravettien Culture de Hambourg                                                  | Ibéromaurusien Sébilien                 |                                                                     | Kébarien Athlitien                             |                                                         | Période Jōmon (Japon) (15 ka)                                   |
| 17 000 AP                                             | Solutréen (22 ka)                                                                         | Épigravettien                                                                      | Ibéromaurusien                          |                                                                     | Kébarien Zarzien                               |                                                         |                                                                 |
| 20 000 AP                                             | Gravettien                                                                                | Pavlovien                                                                          | Ibéromaurusien (25 ka)                  |                                                                     |                                                |                                                         | Hoabinhien (Asie du Sud-Est)                                    |
| 30 000 AP                                             | Aurignacien Jerzmanowicien Châtelperronien                                                | Streletskien-Sungirien                                                             | Atérien                                 |                                                                     | Émirien                                        | Culture de l'Angara                                     | Sen-Doki                                                        |
| 40 000 AP                                             | Aurignacien (43 ka) Châtelperronien (45 ka) Uluzzien (47 ka) Moustérien                   | Szélétien Bohunicien (48 ka) Altmühlien Kozarnikien Bachokirien                    | Atérien                                 | Enkapunien Début de l'art des chasseurs-cueilleurs d'Afrique du Sud | Aurignacien Émirien Amoudien                   |                                                         | Grottes ornées (Célèbes) (44 ka)                                |
| 50 000 AP                                             | Moustérien Premières sépultures                                                           | Micoquien Jankovitchien                                                            | Atérien                                 | Howiesons Poort Lupembien                                           | Moustérien                                     | Soanien (en)                                            |                                                                 |
| 70 000 AP                                             | Moustérien                                                                                | Micoquien                                                                          | Atérien                                 | Stillbay Lupembien                                                  | Moustérien                                     | Soanien                                                 | Culture de l'Ordos                                              |
| 100 000 AP                                            | Moustérien                                                                                | Moustérien                                                                         | Atérien                                 | Sangoen Lupembien                                                   | Moustérien Premières sépultures                | Soanien                                                 | Fen                                                             |
| 150 000 AP                                            | Moustérien                                                                                | Moustérien                                                                         | Moustérien                              | Sangoen                                                             | Moustérien                                     | Soanien                                                 | Fen                                                             |
| 200 000 AP                                            | Moustérien                                                                                | Moustérien                                                                         | Moustérien                              | Kapthurinien Gademottien Kathupanien                                | Yabroudien                                     | Soanien                                                 |                                                                 |
| 350 000 AP                                            | Clactonien Tayacien Acheuléen                                                             | Acheuléen                                                                          | Acheuléen                               | Fauresmithien                                                       | Acheuléen                                      | Moustérien (386 ka)                                     |                                                                 |
| 500 000 AP                                            | Acheuléen (760 ka)                                                                        | Oldowayen                                                                          | Acheuléen                               | Acheuléen                                                           | Acheuléen                                      | Acheuléen                                               | Acheuléen Padjitanien                                           |
| 750 000 AP                                            | Oldowayen                                                                                 | Oldowayen                                                                          | Acheuléen                               | Acheuléen                                                           | Acheuléen                                      | Acheuléen                                               | Acheuléen (800 ka)                                              |
| 1 000 000 AP                                          | Oldowayen (1,4 Ma)                                                                        | Oldowayen (1,5 Ma)                                                                 | Oldowayen                               | Acheuléen                                                           | Acheuléen (1,4 Ma)                             | Acheuléen (1,5 Ma)                                      | Oldowayen                                                       |
| 1 500 000 AP                                          |                                                                                           |                                                                                    | Oldowayen                               | Acheuléen (1,76 Ma)                                                 | Oldowayen                                      | Oldowayen                                               | Oldowayen                                                       |
| 1 800 000 AP                                          |                                                                                           |                                                                                    | Oldowayen (1,9 Ma)                      | Oldowayen (2,6 Ma)                                                  | Oldowayen (1,85 Ma)                            | Oldowayen (2,6 Ma)                                      | Oldowayen (2,1 Ma)                                              |
| 2 600 000 AP 3 300 000 AP                             |                                                                                           |                                                                                    |                                         | Lomekwien (3,3 Ma)                                                  |                                                |                                                         |                                                                 |
| Période                                               | Europe de l'Ouest                                                                         | Europe centrale et de l'Est                                                        | Afrique du Nord, de l'Ouest et Sahara   | Afrique centrale, australe et de l'Est                              | Moyen-Orient                                   | Asie centrale et du Sud                                 | Extrême-Orient                                                  |